# Magdalena Peñarredonda
Magdalena Peñarredonda Dolley (1846-1937) fue una periodista y activista política cubana, luchadora por la independencia de Cuba y delegada del Partido Revolucionario Cubano en la provincia de Pinar del Río. Alcanzó el grado de comandante del ejército independentista mambí. Se la considera la "Patriota Insigne" de la provincia de Artemisa.

## Niñez y adolescencia
Nació en una finca en Quiebrahacha, Mariel, entonces provincia de Pinar del Río, el 22 de julio de 1846. Era hija de Amelaide Dolley, descendiente de inmigrantes franceses provenientes de Jamaica y de Hilario Peñarredonda Ortiz, español, natural de Santander y capitán de milicias (quien era hijo a su vez de José Peñarredonda, comandante de uno de los navíos que tomó parte en la batalla de Trafalgar). La familia reside también en la cercana ciudad de Artemisa.
Gracias al espíritu de rebeldía de su madre y a la educación liberal que dio a sus hijos, se formó tempranamente en Magdalena Peñarredonda un gran apego a las tradiciones cubanas y un carácter resuelto y rebelde que luego de madurar se revirtió en patriotismo y espíritu de sacrificio a favor de la independencia. De su precoz actitud de justicia da testimonio la periodista y escritora Herminia del Portal en la revista Bohemia, cuando describe el episodio ocurrido en la casa familiar de Magdalena en el que la niña colabora para facilitar la fuga de un prisionero de su padre.
Otros testimonios aseguran que Magdalena, sus hermanas y la madre, se cortaron el pelo como muestra de solidaridad con las mujeres camagüeyanas y como muestra de inconformidad por el fusilamiento del patriota Joaquín de Agüero. En varias ocasiones Magdalena y sus hermanos arriesgaron sus vidas para colaborar con los conspiradores independentistas, que en no pocas ocasiones lograron escapar de redadas policiales gracias a los hijos del capitán Peñarredonda.

## Actividad independentista temprana
Casada a los quince años de edad con el comerciante José Cobielles, natural de Asturias, convirtió su casa en La Habana en reconocido centro de tertulias literarias y políticas a las que asistían renombradas figuras de la cultura y la intelectualidad habanera y cubana como Enrique José Varona, Alfredo Zayas, José María Gálvez, Manuel Sanguily, Julián del Casal y José Antonio Fernández de Castro. Estos encuentros sirvieron igualmente como momentos de conspiración revolucionaria contra las autoridades españolas.
Un hecho que marcó profundamente la vida de Magdalena fue el asesinato de su hermano Federico, el 24 de diciembre de 1884, con solo 29 años de edad y quien ya se había destacado por sus ideas y pronunciamientos revolucionarios en contra del dominio colonial español.
En 1888, es procesada por vez primera por sus actividades políticas, en este caso, por la publicación de artículos en el diario “El Criollo”. Debido a la causa 294 que se le sigue por rebeldía política, se ve obligada a salir hacia Estados Unidos.
Allí conoce a varios patriotas, entre ellos a José Martí, que conocedor de su prolífica labor conspirativa, inmediatamente simpatiza con ella y lo reconoce con el regalo de un volumen de sus Versos Sencillos, en cuya dedicatoria escribe: “A la Sra. Magdalena Peñarredonda, modelo de paciencia y de patriotismo. Su amigo respetuoso, José Martí.”

## En la guerra de independencia de 1895-1898
En 1893, Magdalena Peñarredonda es reconocida en Cuba y en Nueva York como centro de importantes núcleos conspirativos. Su prestigio hace que sea nombrada al inicio de la guerra del 95, como delegada del Partido Revolucionario Cubano (PRC) en Pinar del Río, única mujer en Cuba que desempeñó tan importante responsabilidad.
A partir de 1895, de regreso en Cuba, opera constantemente entre Pinar del Río, Artemisa (entonces cuartel general de las tropas españolas en la Trocha Mariel-Majana) y La Habana. La delegada sabía aprovechar muy bien toda circunstancia favorable para llevar a cabo su importante y riesgosa labor, usando como pretexto las vistas a sus familiares en Artemisa. Cruza en numerosas ocasiones la Trocha, llevando correspondencia para el general Antonio Maceo, enfrentándose en ocasiones de forma verbal al general Arolas, máxima autoridad de dicha línea militar. Su liderazgo y lealtad la convierten en la más capacitada y hábil figura de la Revolución en occidente, capaz de coordinar las acciones encaminadas al apoyo al Ejército Libertador.
Fue una de las pocas personas con las que se comunicó lugarteniente general Antonio Maceo para coordinar su entrada y salida de Pinar del Río en febrero y marzo de 1896. En este período de la guerra y durante la Campaña de Pinar del Río, esta brava mujer fue el principal enlace con Maceo. Éste en más de una ocasión celebra su ayuda y le agradece sus valiosos servicios.
Después de la caída en combate de Maceo en diciembre de 1896, Magdalena Peñarredonda continuó como colaboradora del mayor general Juan Rius Rivera y posteriormente del mayor general Pedro Díaz Molina (comandante del sexto cuerpo del ejército mambí). Sostuvo una amplia relación epistolar con Tomás Estrada Palma, delegado del PRC, tras la caída en combate de José Martí, así como con otros jefes del mambisado occidental, como: Emilio Laurent, Pedro Delgado, Mayía Rodríguez y Alberto Nodarse.
Al fundarse el 12 de octubre de 1897 la Junta Patriótica Nacional, presidida por el general José Rogelio del Castillo, fue la única figura femenina que formó parte de su directiva.
A pesar de la persecución a que se mantuvo sometida y con la excepción de misiones que cumplió fuera de este territorio, no abandonó la zona de La Habana-Pinar del Río durante la guerra. Fue cronista fiel de los crímenes de la reconcentración y públicamente denunció la política criminal de Reconcentración de Valeriano Weyler.
Dada la intensidad de su labor revolucionaria, nuevamente se le procesa “por auxiliar a los rebeldes” e ingresa en la Cárcel Nacional de La Habana el 4 de abril de 1898, donde permanece hasta el primero de octubre del propio año. En ese período se convirtió en líder y defensora de los derechos de las mujeres reclusas y como tal fue constantemente requerida por las autoridades carcelarias. A pesar de las difíciles condiciones de la prisión, se niega a salir de libertad a través de la obra caritativa de las esposas de oficiales españoles. Fue acérrima opositora de la intervención norteamericana de 1898 y denunció abiertamente las ambiciones de los círculos de poder de los Estados Unidos con respecto a Cuba. Desde la prensa artemiseña y habanera se opuso a la Enmienda Platt. Al culminar la guerra fue ascendida al grado de comandante del Ejército Libertador cubano, máximo grado militar alcanzado por una mujer.

## En la República (1902-1937)
A partir de 1901, convirtió su oficio de periodista en tribuna militante. En sus artículos en El Jordán Patriótico, fustiga a los “nuevos partidos políticos weylerianos” que prosperaban a costa de un pueblo que veía frustrados sus sueños de independencia y soberanía. Critica a los que se enriquecen en la República a través de la carrera política y que nunca combatieron contra España por la independencia. Su militancia revolucionaria la convierten en la más renombrada y polémica mujer periodista, no solo en la prensa de Artemisa sino también en la capital del país.
Se opone a la segunda intervención norteamericana en 1906, a la masacre de los Independientes de Color en 1912 y a la dictadura de Gerardo Machado. De esto dan testimonio sus artículos “Epidemia morbosa” y “Ráfagas de verdad”, denunciando la corrupción y la penetración y dominio económico y político de Estados Unidos sobre la isla. En la década de 1920, a pesar de su avanzada edad apoyó la revolución antimachadista. En su hogar y espíritu encontraron asilo los jóvenes de la Universidad Popular José Martí, los intelectuales de Falange de Acción Cubana, del Grupo Minorista, los combatientes del Movimiento de Veteranos y Patriotas, las mujeres que en 1923 organizaron su primer congreso nacional, así como dirigentes de sindicatos obreros.
Murió en Artemisa el 6 de septiembre de 1937, a los noventa y un años de edad. Dueña de las valiosas prendas que simbolizan el espíritu de lucha del Sexto Cuerpo de Ejército Libertador en Vuelta Abajo y que le fueron entregadas por sus valiosos servicios prestados a la Revolución: un pedazo de la camiseta con que dieron sepultura al Titán de Bronce y un fragmento de madera perteneciente al bote en el que Maceo cruzó la bahía de Mariel burlando la Trocha de Mariel a Majana.
En su memoria se levanta un busto en el Parque Central de Artemisa.